# قیاره
قیاره یک شهر در عراق است که در منطقه‌ی موصل واقع شده‌است.